# Peugeot GT 10
GL 10

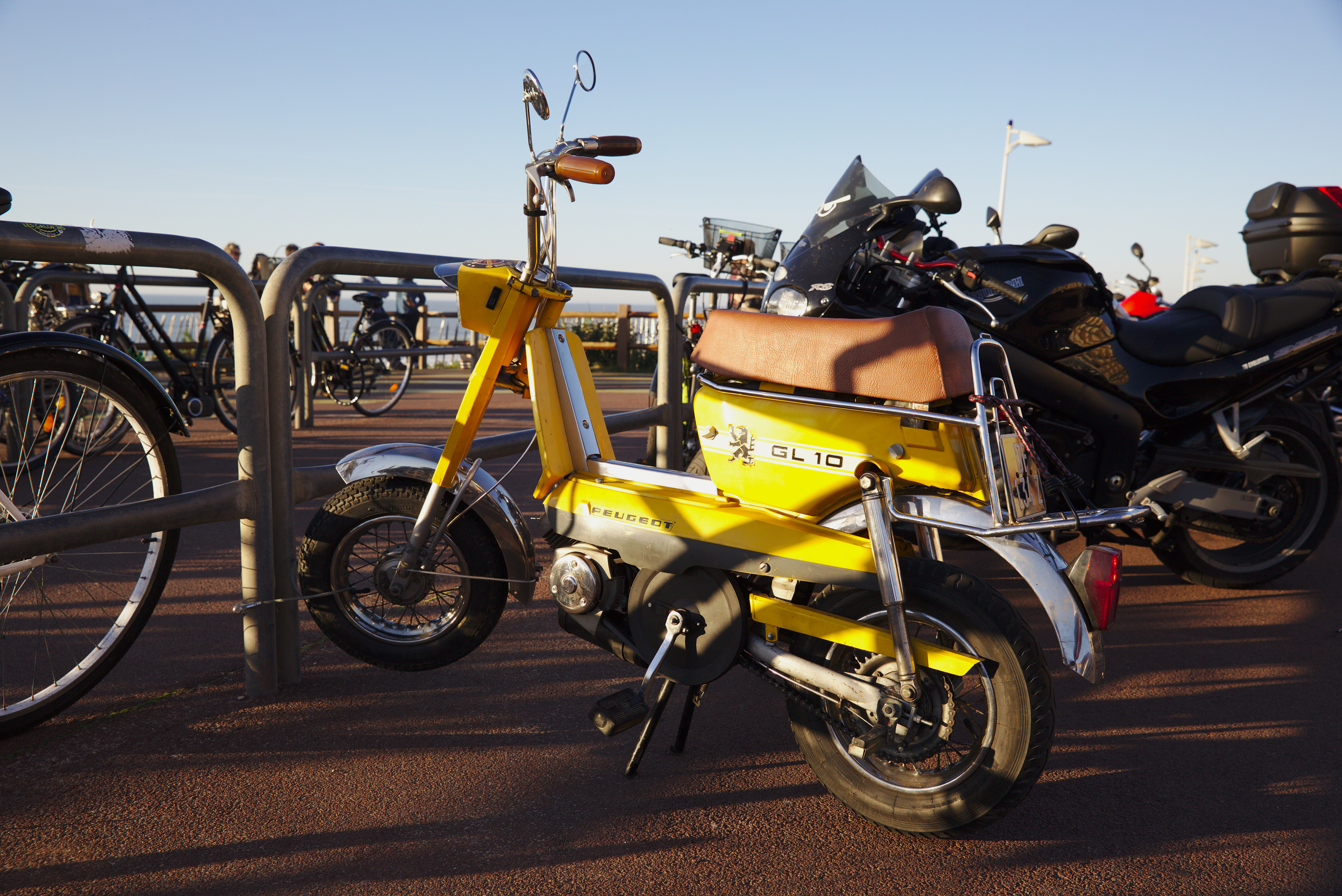
Le GL 10, version modernisée du GT 10.

La Peugeot GT 10 est un cyclomoteur fabriqué en France par Peugeot à l'usine de Mandeure (Doubs) à partir de 1972. Le GL 10 est une évolution de ce cyclo.

## GT 10
Sa cylindrée est de 49,9 cm3 et ce modèle est apparu au catalogue du constructeur en 1972. Il existe trois versions : une version de base, une version munie de clignotants (GT 10 c), et une version 3 vitesses (Formule 3).
Le GT 10 reprend la mécanique de la Peugeot 103, mais la partie cycle est différente. La version 3 vitesses, assez rare est aujourd'hui l'un des cyclomoteurs ayant la plus grande côte dans les cyclos Peugeot de collection.

## GL 10
En 1976, apparait le GL 10, une version plus abordable financièrement, avec un design plus basique mais plus moderne, ressemblant plus à un scooter que le GT 10. La fin de production du GL10 se termina en 1980.